# Sanremo Giovani 2001
La settima edizione televisiva del concorso Sanremo Giovani si è svolta al Teatro Ariston di Sanremo il 14 novembre 2001, condotta da Vanessa Incontrada con la partecipazione di Pippo Baudo, conduttore e direttore artistico del Festival di Sanremo 2002.
La serata non prevedeva una gara ad eliminazioni o un televoto, ma fungeva da presentazione ufficiale al pubblico dei sedici partecipanti, selezionati in parte dalla commissione artistica della Rai dopo l'audizione svoltasi il precedente 1º novembre e in parte tramite l'Accademia della canzone di Sanremo, che avrebbero gareggiato nella sezione "Giovani" dell'imminente Festival di Sanremo.

## Cantanti
- Archinuè
- Botero
- Giacomo Celentano
- Dual Gang
- Andrea Febo
- Gianni Fiorellino
- Valentina Giovagnini
- Giuliodorme
- La Sintesi
- Marco Morandi
- OffSide
- Simone Patrizi
- Plastico
- 78 Bit
- Anna Tatangelo
- Daniele Vit

## Ospiti
- Andrea Bocelli
- Neri Marcorè
- Rosalia Porcaro

## Ascolti
| Messa in onda    | Telespettatori | Share  |
| ---------------- | -------------- | ------ |
| 14 novembre 2001 | 4.278.000      | 18,94% |